# Center for Jewish-Christian Understanding and Cooperation
The Center for Jewish-Christian Understanding and Cooperation (Centrum för förståelse och samarbete mellan judar och kristna) eller CJCUC är en utbildningsinstitution där kristna som besöker Israel kan studera Tanakh (Gamla Testamentet) på hebreiska för ortodoxa rabbiner och få undervisning i kristendomens hebreiska rötter. Centrumet grundades 2008 av rabbinen Shlomo Riskin som är känd som talesperson för kristen sionism.

## Publikationer
- "Covenant and Hope – Christian and Jewish Reflections" (Eerdmans, 2012) ISBN 978-0802867049
- "Plowshares into Swords? Reflections on Religion and Violence" (2014) (Kindle Edition) ASIN B00P11EGOE
- "Returning to Zion – Christian and Jewish perspectives" (2015) (Kindle Edition) ASIN B014J6S4NU
- "Cup of Salvation" (Gefen Publishing, 2017) ISBN 978-9652299352